# ヒュンダイ・i20クーペWRC
ヒュンダイ・i20クーペWRC (Hyundai i20 Coupe WRC、旧称ヒュンダイ・ニュージェネレーション・i20 WRC、Hyundai New Generation i20 WRC) は、ヒュンダイによって開発されたワールドラリーカー。2017年から世界ラリー選手権に参戦する。

## 概要
ヒュンダイのサブコンパクトカーである2代目i20の3ドアモデル｢i20クーペ｣をベース車両とし、2014年から2016年にかけて参戦したヒュンダイ・i20 WRCの後継として開発された。
ヒュンダイが初めてFIA世界選手権の製造者部門タイトルを獲得したマシンである。

## 戦歴

### 2017年

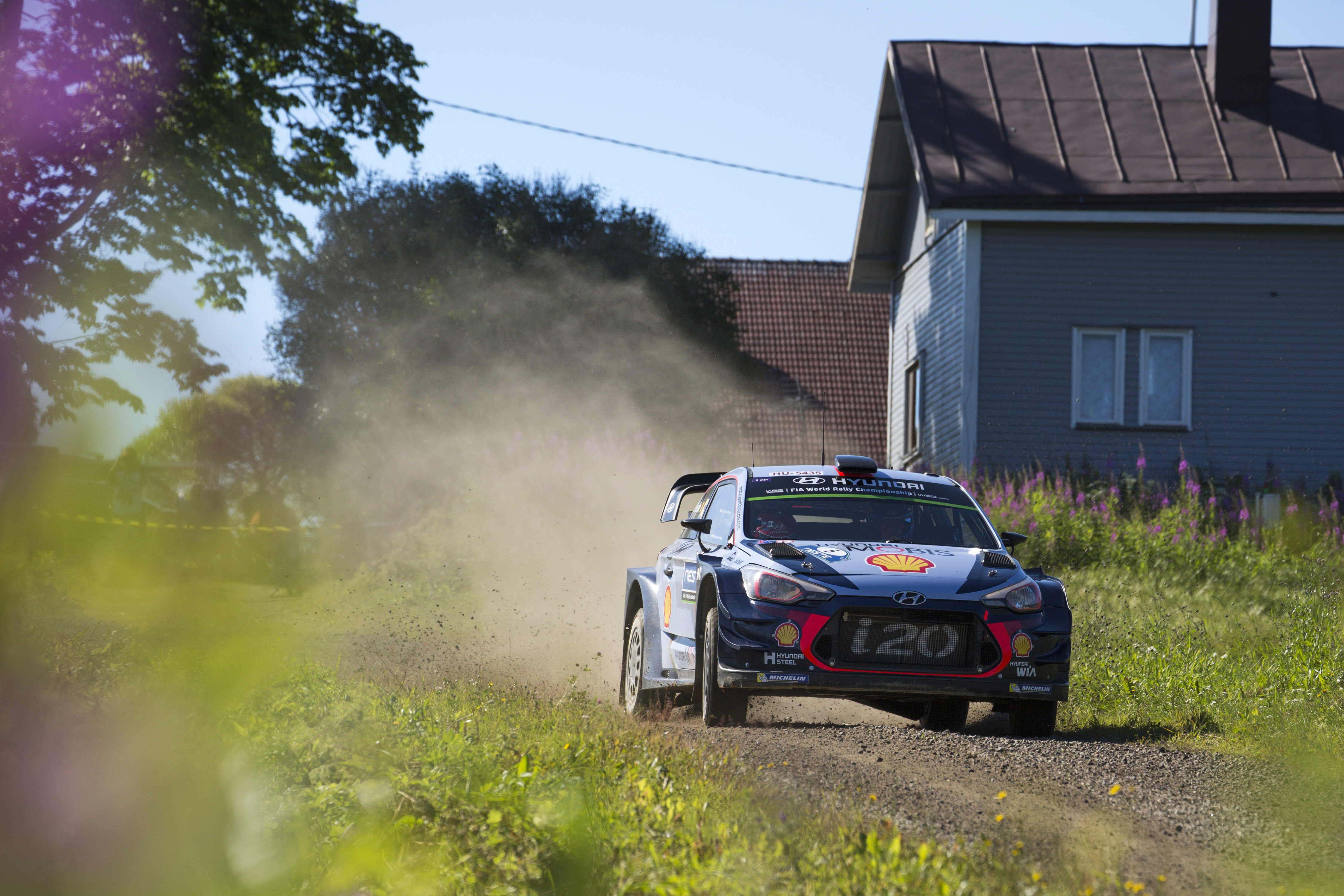
2017年ラリー・フィンランド

3台のi20クーペWRCがエントリーし、ティエリー・ヌービル、ヘイデン・パッドン、ダニ・ソルドがドライブした。中盤以降にヌービルは大幅に躍進し、4勝をマークして絶対王者のセバスチャン・オジェの牙城に迫った。しかし一方でヌービルは安定感を欠き、モンテカルロではトップ走行中に凡ミスでリタイアするなどしたため、安定感に優れたオジェにわずか2勝で最終戦前にチャンピオンを決められてしまった。マニュファクチャラーズでもMスポーツが3人で5勝を上げたのに対し、ヒュンダイはソルドとパッドンが未勝利に終わり、ドライバー選手権と同じく最終戦前にタイトルを奪われた。

### 2018年
WRC2で浪人生活を送っていた、通算3勝・ランキング3位の実績を持つアンドレアス・ミケルセンが前年ラリー・カタルニアより加入。3台目はソルドとパッドンをターマック/グラベルで7戦づつ使い分ける体制で、開幕前はチャンピオン最右翼とみられていた。果たして序盤こそ苦戦したものの、シーズン中盤にはヌービルの活躍で前半戦の第7戦終了時点でドライバーズ・コドライバーズ・マニュファクチャラーズ全てで首位に浮上し、大方の予想通りに進んだ。だが1番手スタートという不利を強いられるヌービルはまたしても安定感を欠き、後半戦表彰台1回の未勝利に終わる。最終戦直前のラリー・カタルニアでオジェに逆転を許し、最終戦のラリー・オーストラリアではデイ2にシケインに激突し後退、最終日にクラッシュしリタイアに終わりチャンピオンを奪われた。またi20クーペWRCにドライビングスタイルをなかなか合わせられないミケルセンは第2戦スウェーデンで表彰台にあがったものの、表彰台はこの1回に終わり、マシントラブルやクラッシュ等が多発する不運なシーズンとなった。サードドライバーのソルド、パッドンがそれぞれ表彰台に2回上がるものの、復帰2年目のトヨタが後半戦6戦だけで優勝4回、表彰台5回とポイントを稼ぎ第11戦にてマニュファクチャラーズを逆転されるとそのままタイトルをも奪われ、三年連続で三部門2位に終わっている。

### 2019年
チーム代表のミシェル・ナンダンが更迭され、ホンダWTCCのチーフデザイナーを務めていたイタリア人のアンドレア・アダモに交代。ドライバーはパッドンが放出され、往年の9年連続王者のセバスチャン・ローブが加入。ソルドとシートを共有する形で参戦する。
ミケルセンが相変わらず速さを見せられず、2戦終了時点で第4戦では彼ではなくソルドが参戦することとなった。また第3戦終了時点のマニュファクチャラーズランキングでは2台体制のシトロエンの後塵を拝するほどの苦戦を強いられた。しかしその後はヌービル、ソルド、ローブが安定して高い位置でポイントを稼ぎ、トヨタもスペインの最終SSでのトラブルやクリス・ミーク・ヤリ＝マティ・ラトバラの自滅が相次いだため、最終戦をマニュファクチャラーズ部門1位で迎えられた。そしてオーストラリアが山火事で中止となったため、ヒュンダイは史上初のFIA世界選手権を手にした。

### 2020年
ミケルセンに代わり、前年トヨタでドライバーズチャンピオンを獲得したオィット・タナック/マルティン・ヤルヴェオヤ組が移籍した。これによりヒョンデは前年ランキング1-2位のドライバーを手中に収めることになった。
またセカンドチームとして第4戦エストニアよりヒュンダイ・2C・コンペティションがスポットで参戦を開始。ピエール＝ルイ・ルーベが4戦から6戦に、最終戦はオーレ＝クリスチャン・ヴェイビーが出場した。
開幕戦のラリー・モンテカルロはヌービルが最終ステージで逆転し、オジェの7連覇を阻止。一方で、タナックは180キロで畑に突っ込む大クラッシュに見舞われた。しかしタナックは第2戦および第3戦では2位フィニッシュを達成する。
新型コロナウイルスによる影響で半年ぶりに開催された第4戦エストニアでは地元出身のタナックが移籍後初優勝、チームメイトのクレイグ・ブリーンも2位入賞を達成する。続く第5戦トルコではヌービルとローブが2位、3位入賞。第6戦ラリー・イタリア・サルディニアではソルドが連覇を達成。ヌービルも2位入賞で今季2度目のワン・ツーフィニッシュを達成する。最終戦ラリー・モンツァでは、タナックとソルドが2位、3位フィニッシュを果たし、ヒュンダイはマニュファクチャラータイトルの防衛に成功。ワークスドライバー全員が表彰台入賞を達成した。
しかし、ドライバーズタイトルはフル参戦のタナック、ヌービルがリタイアやマシントラブルに多く見舞われ、安定してポイントを稼ぐ事が出来なかった影響もあり、最終戦直前のドライバーズランキングは2人揃って1位のエルフィン・エバンスと20ポイント以上も離された。前年と変わって十分な体制を得たオジェにも抜かれ、最終的にドライバーズはタナックが3位、ヌービルは4位となった。なおフル参戦ながら、二人は揃って表彰台に登ったラリーは一度もなかった。

### 2021年
WRカーでの最終シーズンとなる2021年。ドライバーズラインナップはローブが退団。タナックとヌービルのWエースに加え、ソルドとブリーンが3台目をシェアとなった。開幕戦は優勝を逃すものの、第2戦のアークティック・ラリー・フィンランドでタナックが優勝する。しかし次にヒュンダイが優勝したのはおおよそ半年後のラリー・イープルであった。第4戦ラリー・ポルトガルと第5戦ラリー・イタリア・サルディニアでは優勝争いをしていたタナックが2戦連続でリアサスペンションを破損しリタイア。第6戦サファリラリーでは最終日の最初のステージでトップ走行中のヌービルがサスペンション破損でリタイア、第7戦ラリー・エストニアでは連覇を狙ったタナックが早々とトラブルでリタイアするなどマシンの信頼性が悪化。最大のライバルであるトヨタに5連勝を許すなど大きく差をつけられてしまう。第8戦でヌービルが優勝、ブリーンが2位に入り今季初の1-2フィニッシュを達成しトヨタの連勝を止める。第10戦ラリー・フィンランドではブリーンとタナックが2位、3位で表彰台に入り、ヒュンダイ初となるフィンランドでの表彰台を獲得した。しかし、ヌービルは下位に沈んだため、最終戦を前にして2021年のドライバーズタイトル争いからヒュンダイのドライバーが脱落する。第11戦でヌービルが優勝し、マニュファクチャラータイトル3連覇への意地を見せたものの、既に11戦が終了した時点でトヨタとの差は47ポイントに開いており、自力でのタイトル獲得は絶望的な状況であった。最終戦のラリー・モンツァはタナックが家庭の事情で欠場。代役としてテーム・スニネンが出場を果たし、6位完走。ヌービルは3位表彰台を獲得し、ヒュンダイは全戦で表彰台獲得となるものの、マニュファクチャラータイトルはシーズン9勝のトヨタに奪われ、タイトル防衛とはならなかった。
昨年より活動を開始したセカンドチームのヒュンダイ・2C・コンペティションはピエール＝ルイ・ルーベがフル参戦の予定であった。そのルーベはノーリタイア完走したラリーは1つのみでクラッシュリタイアが多発するなどポイントを稼ぐことができず、第6戦や第10戦は欠場。その後、第11戦を前に交通事故で負傷しシーズン終了となった。また、第2戦、第6戦、第11戦および第12戦ではオリバー・ソルベルグが参戦を果たし、第6戦以外は完走を果たしている。また、第11戦はルーベの負傷により急遽ニル・ソランスが代役にて参戦した。

## 世界ラリー選手権における優勝
| 年   | No. | イベント名                                 | 路面       | ドライバー           | コドライバー             | エントラント                 |
| ---- | --- | ------------------------------------------ | ---------- | -------------------- | ------------------------ | ---------------------------- |
| 2017 | 1   | 2017年ツール・ド・コルス                   | ターマック | ティエリー・ヌービル | ニコラ・ジルスール       | ヒュンダイ・モータースポーツ |
| 2017 | 2   | 2017年ラリー・アルゼンチン                 | グラベル   | ティエリー・ヌービル | ニコラ・ジルスール       | ヒュンダイ・モータースポーツ |
| 2017 | 3   | 2017年ラリー・ポーランド                   | グラベル   | ティエリー・ヌービル | ニコラ・ジルスール       | ヒュンダイ・モータースポーツ |
| 2017 | 4   | 2017年ラリー・オーストラリア               | グラベル   | ティエリー・ヌービル | ニコラ・ジルスール       | ヒュンダイ・モータースポーツ |
| 2018 | 5   | 2018年ラリー・スウェーデン                 | スノー     | ティエリー・ヌービル | ニコラ・ジルスール       | ヒュンダイ・モータースポーツ |
| 2018 | 6   | 2018年ラリー・ド・ポルトガル               | グラベル   | ティエリー・ヌービル | ニコラ・ジルスール       | ヒュンダイ・モータースポーツ |
| 2018 | 7   | 2018年ラリー・イタリア・サルディニア       | グラベル   | ティエリー・ヌービル | ニコラ・ジルスール       | ヒュンダイ・モータースポーツ |
| 2019 | 8   | 2019年ツール・ド・コルス                   | ターマック | ティエリー・ヌービル | ニコラ・ジルスール       | ヒュンダイ・モータースポーツ |
| 2019 | 9   | 2019年ラリー・アルゼンチン                 | グラベル   | ティエリー・ヌービル | ニコラ・ジルスール       | ヒュンダイ・モータースポーツ |
| 2019 | 10  | 2019年ラリー・イタリア・サルディニア       | グラベル   | ダニ・ソルド         | カルロス・デル・バリオ   | ヒュンダイ・モータースポーツ |
| 2019 | 11  | 2019年ラリー・カタルーニャ                 | 混合       | ティエリー・ヌービル | ニコラ・ジルスール       | ヒュンダイ・モータースポーツ |
| 2020 | 12  | 2020年ラリー・オートモビール・モンテカルロ | 混合       | ティエリー・ヌービル | ニコラ・ジルスール       | ヒュンダイ・モータースポーツ |
| 2020 | 13  | 2020年ラリー・エストニア                   | 混合       | オィット・タナック   | マルティン・ヤルヴェオヤ | ヒュンダイ・モータースポーツ |
| 2020 | 14  | 2020年ラリー・イタリア・サルディニア       | グラベル   | ダニ・ソルド         | カルロス・デル・バリオ   | ヒュンダイ・モータースポーツ |
| 2021 | 15  | 2021年アークティック・ラリー               | 混合       | オィット・タナック   | マルティン・ヤルヴェオヤ | ヒュンダイ・モータースポーツ |
| 2021 | 16  | 2021年イープル・ラリー                     | ターマック | ティエリー・ヌービル | マルタイン・ヴァイダエヘ | ヒュンダイ・モータースポーツ |
| 2021 | 17  | 2021年ラリー・カタルーニャ                 | 混合       | ティエリー・ヌービル | マルタイン・ヴァイダエヘ | ヒュンダイ・モータースポーツ |